# Trochoderma elegans
Trochoderma elegans är en sjögurkeart. Trochoderma elegans ingår i släktet Trochoderma och familjen hjulsjögurkor. Inga underarter finns listade i Catalogue of Life.